# (1971) Hagihara
(1971) Hagihara (1955 RD1) ist ein Asteroid des Hauptgürtels, der am 14. September 1955 am Goethe-Link-Observatorium im Rahmen des Indiana Asteroid Program, das vom US-amerikanischen Astronom Frank K. Edmondson initiiert wurde, entdeckt wurde.